# Élections régionales de 1994 en Bavière
Les élections régionales de 1994 en Bavière (en allemand : Landtagswahl in Bayern 1994) se tiennent le 25 septembre 1994, afin d'élire les 204 députés de la 13e législature du Landtag.

## Mode de scrutin
Le Landtag est constitué de 204 députés (en allemand : Mitglied des Landtags, MdL), élus pour une législature de quatre ans au suffrage universel direct et suivant le scrutin proportionnel de Hare.
Chaque électeur dispose de deux voix : la première lui permet de voter pour un candidat de sa circonscription (en allemand : Stimmkreisstimme), selon les modalités du scrutin uninominal majoritaire à un tour, le Land comptant un total de 104 circonscriptions ; la seconde voix (en allemand : Wahlkreisstimme) lui permet de voter en faveur d'une liste de candidats présentée par un parti au niveau de son district.
Lors du dépouillement, l'intégralité des 204 sièges est répartie en fonction du total des premières et secondes voix récoltées, à condition qu'un parti ait remporté 10 % des voix au niveau d'au moins un district. Si un parti a remporté des mandats au scrutin uninominal, ses sièges sont d'abord pourvus par ceux-ci.
Dans le cas où un parti obtient plus de mandats au scrutin uninominal que la proportionnelle ne lui en attribue, la taille du Landtag est augmentée jusqu'à rétablir la proportionnalité.

## Résultats

### Voix et sièges
|                                   | Union chrétienne-sociale en Bavière (CSU) | Union chrétienne-sociale en Bavière (CSU) | 3 063 635 | 52,20 | 99        | 3             | 3 100 253 | 53,45 | 21  | 6 163 888  | 52,82 | 120 | 7             |  |  |  |
|                                   | Parti social-démocrate d'Allemagne (SPD)  | Parti social-démocrate d'Allemagne (SPD)  | 1 765 490 | 30,08 | 5         | 3             | 1 741 130 | 30,02 | 65  | 3 506 620  | 30,05 | 70  | 12            |  |  |  |
|                                   | Alliance 90 / Les Verts (Grünen)          | Alliance 90 / Les Verts (Grünen)          | 371 252   | 6,33  | 0         | en stagnation | 342 480   | 5,90  | 14  | 713 732    | 6,12  | 14  | 2             |  |  |  |
|                                   | Les Républicains (REP)                    | Les Républicains (REP)                    | 233 014   | 3,97  | 0         | en stagnation | 221 156   | 3,81  | 0   | 454 170    | 3,89  | 0   | en stagnation |  |  |  |
|                                   | Parti libéral-démocrate (FDP)             | Parti libéral-démocrate (FDP)             | 165 803   | 2,82  | 0         | en stagnation | 161 502   | 2,78  | 0   | 327 305    | 2,80  | 0   | 7             |  |  |  |
|                                   | Parti écologiste-démocrate (ÖDP)          | Parti écologiste-démocrate (ÖDP)          | 133 093   | 2,27  | 0         | en stagnation | 115 890   | 2,00  | 0   | 248 983    | 2,13  | 0   | en stagnation |  |  |  |
|                                   | Parti bavarois (BP)                       | Parti bavarois (BP)                       | 68 802    | 1,17  | 0         | en stagnation | 51 070    | 0,88  | 0   | 119 872    | 1,03  | 0   | en stagnation |  |  |  |
|                                   | Autres                                    | Autres                                    | 68 473    | 1,17  | 0         | en stagnation | 66 838    | 1,15  | 0   | 135 311    | 1,16  | 0   | en stagnation |  |  |  |
|                                   |                                           |                                           |           |       |           |               |           |       |     |            |       |     |               |  |  |  |
| Votes valides                     | Votes valides                             | Votes valides                             | 5 869 562 | 99,05 |           |               | 5 800 319 | 97,88 |     | 11 669 881 | 98,46 |     |               |  |  |  |
| Votes blancs et nuls              | Votes blancs et nuls                      | Votes blancs et nuls                      | 56 499    | 0,95  | 125 527   | 2,12          | 182 026   | 1,54  |     |            |       |     |               |  |  |  |
| Total                             | Total                                     | Total                                     | 5 926 061 | 100   | 104       | en stagnation | 5 925 846 | 100   | 100 | 11 851 907 | 100   | 204 | en stagnation |  |  |  |
| Abstentions                       | Abstentions                               | Abstentions                               | 2 817 471 | 32,22 |           |               | 2 817 686 | 32,22 |     |            |       |     |               |  |  |  |
| Nombre d'inscrits / participation | Nombre d'inscrits / participation         | Nombre d'inscrits / participation         | 8 743 532 | 67,78 | 8 743 532 | 67,77         |           |       |     |            |       |     |               |  |  |  |